# Willem Damman
Willem Damman was een Vlaamse priester die zich in 1558 bekeerde tot het calvinisme en predikant werd. Hij viel in handen van de autoriteiten, maar werd in 1562 bevrijd. Deze gevangenisbraak was een van de eerste feiten van opstandig geweld tijdens de godsdiensttroebelen in de Nederlanden. Hij liet een viertal liederen na.

## Leven
Willem was een zoon van Christiaan Damman en een broer van Gelein. Hij werd priester in het bisdom Ieper, maar bekeerde zich in 1558 tot het calvinisme. Hij vluchtte aanvankelijk naar Frankfurt, om dan terug te keren. In 1559 trouwde hij te Antwerpen met de Kleefse Claerken Hendrickx. Vanaf 1560 was hij met Pieter Hazaert bedrijvig als predikant in Belle, Hondschote en Nieuwkerke. Ze hielden hun diensten 's nachts in open veld of in verlaten huizen. 
Na een avondmaalviering op 16 februari 1562 in Hondschote werd hij in de vroege ochtend aangehouden door de procureur-generaal. Getipt door de afvallige Joris van der Hallen, lokte deze met behulp van 35 gerechtsdienaars de calvinisten in de val. Negen van hen werden gearresteerd, onder wie Damman. Ook zijn zwangere vrouw Claerken en zijn zus Janneken werden gevangen gezet in het schepenhuis. Op de pijnbank noemde Karel Criecke de namen van Joost Leupe en Frans Ente, maar Damman loste niets. Bisschop Martinus Riethovius eiste de jurisdictie op om zijn (voormalige) priester te berechten. Nadat de Raad van Vlaanderen op 12 maart had ingestemd, werd hij naar de bisschoppelijke gevangenis van Ieper gebracht. 
Op 13 april ontsnapten Claerken en de twee andere vrouwen uit hun cel in het schepenhuis, en op 12 mei werd Damman bevrijd door een groep geloofsgenoten. De operatie was opgezet vanuit Sandwich, door ballingen als de lakenscheerder Olivier Moenins uit Dranouter, de blauwverver Jan Beaugrandt uit Poperinge, Dierik Bette uit Belle, de houtzager Jacob Masselis uit Boeschepe en de wever Mahieu Marreel uit Meteren. Zich voordoend als kooplieden, verschaften ze zich toegang tot de gevangenis en haalden ze hun pistolen boven. Het was de tweede geslaagde gevangenisbraak na die van Jan Hacke een jaar eerder.
Damman werd blijkbaar in veiligheid gebracht naar Engeland, want in 1570 was hij predikant van de vluchtelingenkerk in Sandwich. Zijn dochter Catelijne werd op 1 februari 1590 gedoopt in de vluchtelingenkerk van Londen. Op grond van het feit dat Damman ook dichter was, meende A.A. van Schelven dat hij te vereenzelvigen was met de muzikant William Daman, die meewerkte aan de Engelse psalmuitgave van 1579. Deze was echter van Italiaans-Joodse afkomst.

## Liederen
Vier liederen van Damman zijn bewaard in een bundel van Joris Wybo die in 1582 te Antwerpen verscheen onder de titel Gheestelijcke Liedekens, ghemaect (ende oock sommighe by een vergadert) tot stichtinghe aller Christ-gheloouighen:
- Christe Bruydegom almachtich (gemaakt in de gevangenis van Ieper)
- O broeders hoort na mijnen sanck (klaagzang naar aanleiding van de executie van Frans de Swarte en anderen)
- Alle te samen aenhoort (over de arrestaties in Hondschote)
- Ick gherstecooren hoort na mijn (over de arrestatie van Jan Herwyn)

## Voetnoten
1. ↑  Claerken Hendrickx, Martynken Salomé uit Steenwerck en Calleken Hobbels uit Belle zouden op 2 mei 1562 bij verstek worden verbannen.
2. ↑  David Mateer, "Daman [Damon], William" in: Oxford Dictionary of National Biography, 2004. DOI:10.1093/ref:odnb/7085